# Robert Baran
Pour les articles homonymes, voir Baran.
Robert Baran (né le 3 juillet 1992 à Jarocin) est un lutteur libre polonais.

## Biographie
Robert est le frère de Radosław Baran, lui aussi lutteur.

## Palmarès
En 2013, il remporte les Championnats de Pologne en moins de 120 kg.
Il remporte la médaille d'argent dans la catégorie des moins de 125 kg lors des Championnats d'Europe de 2016 à Riga, des Jeux mondiaux militaires d'été de 2019 à Wuhan et des Championnats d'Europe de 2020 à Rome et la médaille de bronze dans la même catégorie lors des Championnats d'Europe de 2018 à Kaspiisk et des Championnats d'Europe de 2022 à Budapest.